# Steiger & Deschler
Steiger & Deschler war ein deutsches Textil-Unternehmen, das 1868 von Ulrich Steiger (1837–1921) und Albert Deschler (1841–1906) als offene Handelsgesellschaft Steiger & Deschler in Ulm-Söflingen gegründet wurde. Damit knüpfte es an die im Mittelalter bekannte, nach dem Dreißigjährigen Krieg 1648 jedoch unterbrochene Ulmer Webertradition an.

## Anfänge
Die Produktion feiner Baumwollgewebe begann auf zehn mechanischen Webstühlen in den Räumen einer ehemaligen Drahtzieherei in Ulm-Söflingen. Unternehmerisches Können, Energie und Weitsicht ließen den Betrieb rasch größer werden. Wenige Jahre danach liefen bereits 100 Webstühle in einem Neubau, der auf dem Gelände der ehemaligen Dorfmühle errichtet worden war. Schon frühzeitig wurde in Dampfmaschinen der Firma G. Kuhn, Stuttgart-Berg (1884) und der Görlitzer Maschinenbauanstalt (1907) investiert. Die Wasserkraft des durch das Firmengelände fließenden Blau-Kanals wurde mittels einer Francis-Turbine von Voith (1904) nutzbar gemacht.
Um die Rohgewebe in eigener Regie veredeln zu können, übernahm Steiger & Deschler 1888 die traditionsreiche, bislang vom Württembergischen Staat betriebene Kgl. Bleicherei, Färberei und Appreturanstalt Weißenau bei Ravensburg und wurde damit zum vollstufigen Produktions- und Ausrüstungsbetrieb. Erste Kontakte nach Weißenau reichten zurück zu Ulrich Steigers Vater, dem aus Flawil im Schweizer Kanton St. Gallen stammenden Hans-Ulrich Steiger, der auf dem Gelände bereits 1839 eine Weißwaren-Weberei eingerichtet hatte.

## Frühe Expansion

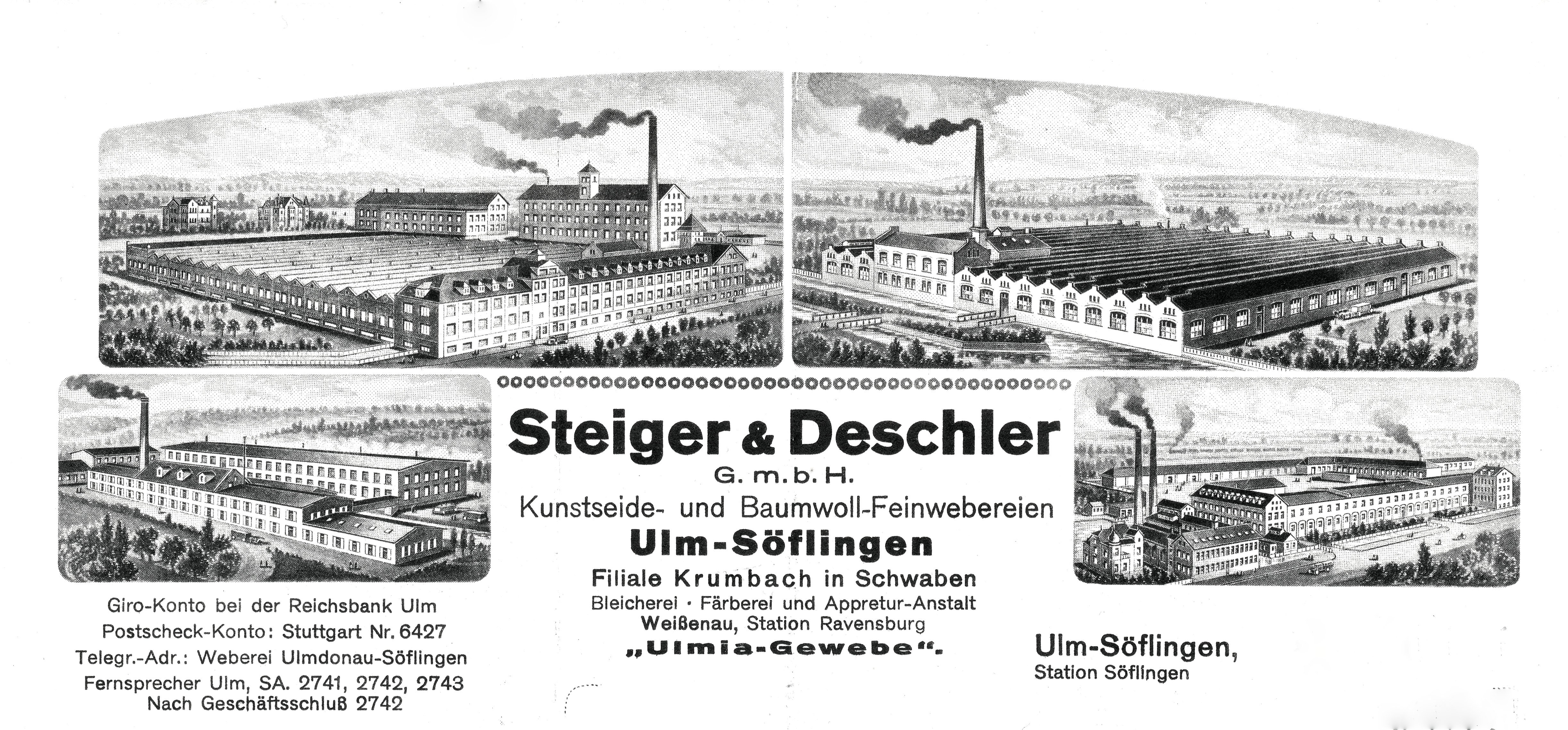
Steiger & Deschler Briefkopf, ca. 1920

1907 erfuhr das Unternehmen eine entscheidende Ausdehnung: die 1906 von Ulrich Steiger gegründete Weberei Ulrich Steiger & Söhne oHG im bayerischen Krumbach/Schwaben wurde mit der Steiger & Deschler oHG, Ulm-Söflingen, vereinigt und gemäß Gesellschaftsvertrag vom 2. Februar 1907 in der Rechtsform GmbH weitergeführt.
Eine andere Firmengründung von Ulrich Steiger, die seit 1909 betriebene Appreturanstalt Walther Steiger & Co., Burgrieden bei Laupheim, wurde nicht in die Muttergesellschaft eingegliedert, sondern bestand als Bleicherei und Färberei für Kalikostoffe bis zur Mitte des Ersten Weltkriegs eigenständig weiter. Danach wurde sie von Ulrich Steigers Sohn Walther in die Maschinenfabrik Walther Steiger & Co. umgewandelt (ab 1921: Steiger AG), die bis 1926 die seinerzeit berühmten Steiger-Wagen  herstellte.
Sowohl die Werksneubauten in Krumbach (1906) und Burgrieden (1907), als auch die Erweiterungsgebäude im Stammwerk Ulm-Söflingen (1912) wurden nach Plänen des zur damaligen Zeit führenden Industriearchitekten Philipp Jakob Manz errichtet.
Schon 1926 erkannte die Geschäftsführung (nun in der zweiten Familiengeneration mit Ulrich Steiger jun., Robert Steiger, Arthur Deschler und August Deschler) die Bedeutung der Chemiefasern. Die Anzahl der Webstühle war inzwischen auf 1700 angewachsen, die Zahl der Beschäftigten auf 800, bis der Zweite Weltkrieg die Expansion des Unternehmens unterbrach. Das Stammwerk brannte völlig nieder und ein großer Teil des Hauptbetriebes in Söflingen wurde zerstört. Nach der Bombennacht des 17. Dezember 1944 ruhte der ganze Betrieb bis 1946.

## Nachkriegszeit

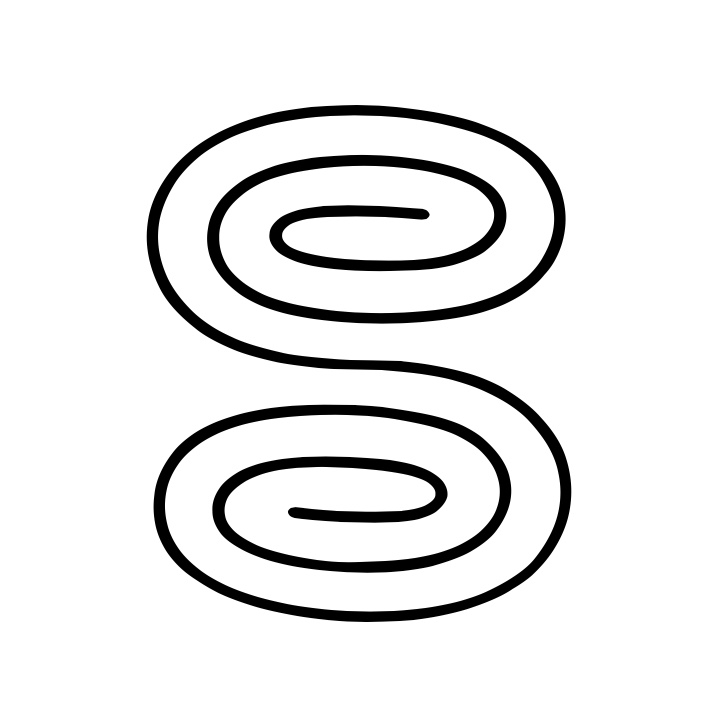
Steiger & Deschler Firmenlogo, entworfen von Otl Aicher, HfG Ulm

Der Wiederaufbau erfolgte nach Kriegsende rasch und energisch. 1950 liefen wieder 1000 Webstühle in zwei Schichten, die Zahl der Beschäftigten erreichte 1200. In diesen Jahren erfuhr die Bleicherei, Färberei und Appreturanstalt Weißenau einen großzügigen Ausbau nach modernsten Gesichtspunkten. 1951 begann die Steiger & Deschler GmbH als einer der ersten Betriebe in Deutschland mit der Verarbeitung von Perlon für modische Damenoberbekleidung und Wäsche.
1953 wurden die Herren Walter Deschler, Walther Steiger jun. und Robert Steiger jun., 1959 Kurt Deschler und 1963 Peter Deschler zu Geschäftsführern bestellt.
Die Webereineubauten waren 1956 mit einem modernen Komplex an der Einsteinstraße abgeschlossen; das Werk Weißenau nahm eine ebenfalls in diesem Jahr fertiggestellte Film- und Rouleaux-Druckerei in Betrieb. Die Steiger & Deschler GmbH spezialisierte sich unter dem Markennamen „ulmia“ in zunehmendem Maß auf die Verarbeitung von Synthetics und erlangte nicht zuletzt dadurch eine ständig wachsende Bedeutung.
1961 wurde die Interglas-Textil GmbH gegründet, deren Gesellschafter zu gleichen Teilen die Steiger & Deschler GmbH und die Burlington International AG, Greensboro, N.C. waren.
Die wachsende Nachfrage auf allen Gebieten der Glasgewebe-Verarbeitung führte drei Jahre später zum Kauf von Grundstücken und Webereigebäuden in Klingenstein bei Ulm und in Malmerspach / Elsass. Die gesamte Glasgewebe-Produktion rüstete die Bleicherei, Färberei und Appreturanstalt Weißenau aus, die sich auf diesem Sektor zu einem führenden Unternehmen entwickelt hatte.
1968, im 100. Jahr des Bestehens, liefen insgesamt 1100 hochmoderne Webstühle – fast ausschließlich in drei Schichten. Verarbeitet wurden Polyester, Polyamid, Viskose, Wolle und Baumwolle; einen wesentlichen Anteil nahmen hierbei texturierte Garne ein. Die vier Betriebe beschäftigten nunmehr 1650 Arbeitnehmer; die jährliche Produktion erreichte 25 Millionen Meter, der Jahresumsatz überstieg 80 Millionen DM. Im Zweigbetrieb Krumbach wurde Mitte der 1970er Jahre mit der zukunftsweisenden Produktion von hochreißfesten Geweben für die sich immer stärker durchsetzenden Airbags der Automobilindustrie begonnen.
Das ulmia-Programm umfasste modische Gewebe für Kleider, Blusen, Kinderkleider und Damenwäsche, Stoffe für Berufskleidung und Anoraks, Futter- und Dekostoffe, technische Gewebe, Taschentücher und Schals. Ein beliebtes Nischenprodukt waren die in speziellen Geschenkverpackungen vertriebenen „ulmia-Tüchle“, die u. a. von zeitgenössischen Künstlern und Künstlerinnen wie z. B. Bele Bachem gestaltet waren.

## Entwicklung in neuerer Zeit

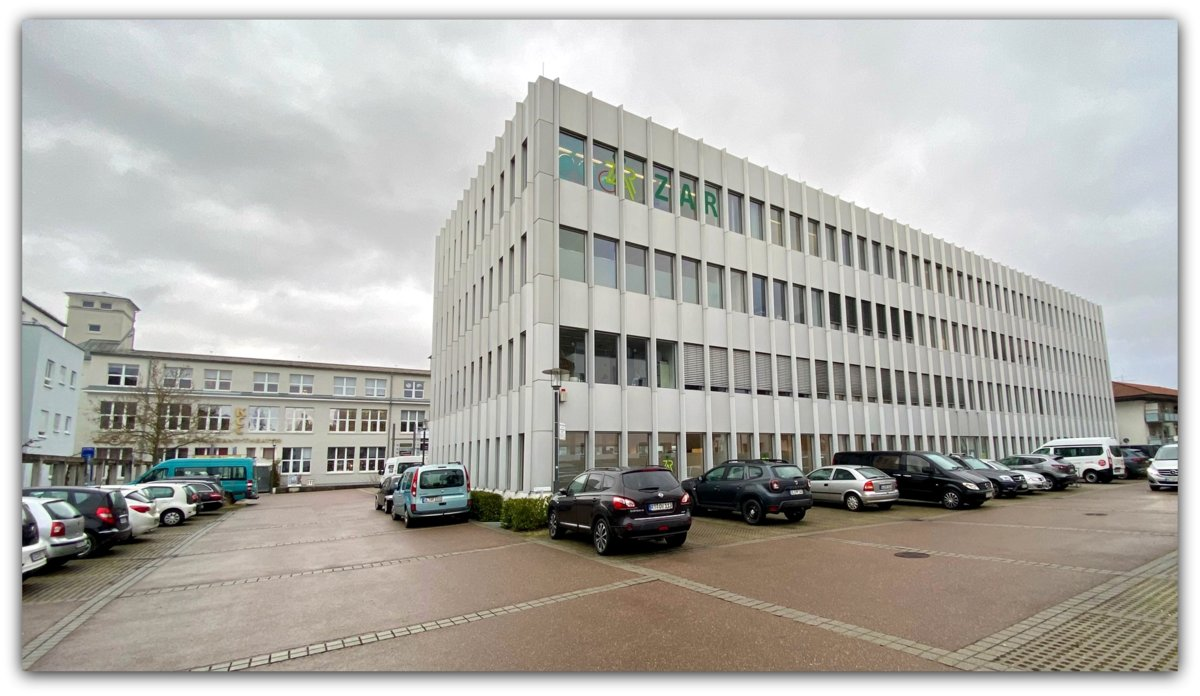
Verbliebene Gebäude der Firma Steiger & Deschler in Ulm: rechts der moderne Verwaltungstrakt, im Hintergrund eine der Webereihallen (1912, nach Plänen von Philipp Jakob Manz – heutige Nutzung: KCC-Theater, Ulm)

Die sich abzeichnende Öffnung des Weltmarkts löste in der westdeutschen Textilindustrie bald nachhaltige Strukturveränderungen aus. Der hereindrängenden Billigkonkurrenz von Herstellern aus den Schwellenländern Südostasiens und Südamerikas musste mit hochwertigen, innovativen Erzeugnissen begegnet werden.
Bei Steiger & Deschler und Interglas verlagerte man die Produktion folgerichtig vermehrt auf technische Gewebe. Auf dem Gebiet der gedruckten Schaltungen für die europäische Elektronikindustrie und als Ausrüster von Glasfaser-Verstärkungsgeweben für die Luft- und Raumfahrtindustrie leisteten die mittlerweile sechs Betriebe der Steiger & Deschler Gruppe ebenso Pionierarbeit, wie im Bereich technischer Textilien für die Sportartikel- und die Automobilindustrie (Fiberglas-Gewebe für den Yachtbau, für Surfbrett-, Ski- und Tennisschlägerherstellung; Kunststoff-Karosserien, Spezialfilter). Im Werk Krumbach bildeten ab 1974 einen weiteren Schwerpunkt die Entwicklung und Produktion hochreißfesten Gewebes für Kfz-Airbags und Stoffe für Fallschirme und Heißluftballons. Das Werk Weißenau avancierte zum größten deutschen Gewebeveredler von Schreibmaschinen- und Computer-Farbbändern.
Mit antizyklischen Investitionen wurde bei Steiger & Deschler, entgegen dem negativen Branchentrend, weiterhin antizyklisches Wachstum erzielt: im Geschäftsjahr 1984 lag die Gesamtbeschäftigtenzahl bei mehr als 1900 Mitarbeitern, der konsolidierte Jahresumsatz überstieg 360 Millionen DM.

## Endphase
Anfang der 1980er Jahre zog sich die Familie Steiger aus der Firma zurück; auch die Familie Deschler schied teilweise aus. Der letzte verbleibende Familiengesellschafter, Walter Deschler, übernahm nach und nach sämtliche GmbH-Anteile. Neuer Geschäftsführer wurde der Präsident der Baden-Württembergischen Arbeitgeberverbände, Rolf Lenz.
Ende 1986 – das Unternehmen zählte noch immer zu den zehn größten Textilherstellern Deutschlands – wurden die Firmen Steiger & Deschler GmbH und Interglas-Textil GmbH im Wege der Realteilung getrennt. Es bildeten sich zwei unabhängige, in sich geschlossene Firmenkreise.
Mitte 1989 gewann man die Gruppo Tessile Miroglio, Alba, Italien, als neue Teilhaber bei Steiger & Deschler. Miroglio erwarb 51 % der Geschäftsanteile und bestimmte von nun an die weitere Entwicklung des Ulmer Traditionsunternehmens. Ab 1990 kam es zu tiefgreifenden Umstrukturierungen bei der früheren Muttergesellschaft Steiger & Deschler. Der Standort Ulm wurde stufenweise aufgegeben und bis Mitte 1996 endgültig verlassen. Die verbliebenen Geschäftsbereiche wurden sämtlich nach Weißenau verlagert und unter Beibehaltung des bisherigen Markennamens „ulmia“ noch zehn Jahre weitergeführt. Auf dem ehemaligen Betriebsgelände am Stammsitz in Ulm-Söflingen entstand nach dem Rückbau der dortigen Produktionsanlagen ein weitläufiger Wohnbezirk, das sogenannte „Weber-Viertel“.
Im Jahr 2006 stellte Miroglio auch in Weißenau die Produktion ein und verkaufte die Firmengrundstücke an die Stadt Ravensburg. Nachdem auch die letzten Bereiche der Verwaltung aufgelöst waren, zog sich der Konzern am 9. Mai 2011 endgültig nach Italien zurück.

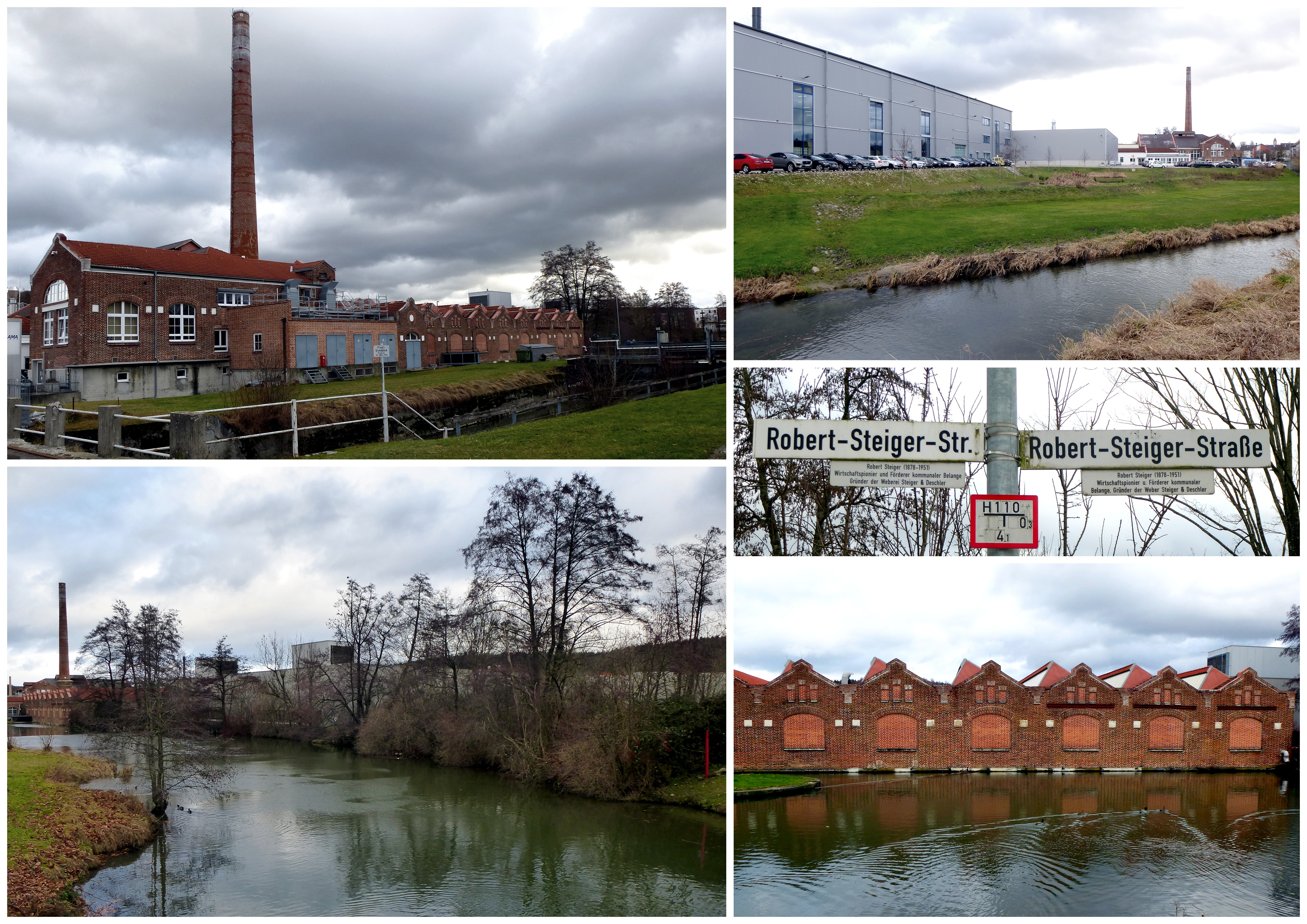
UTT/Indorama (ex Steiger & Deschler), Krumbach. Stammwerk 1906 von Philipp Jakob Manz, mit den späteren Erweiterungen entlang der Kammel nach Süden (u.l.) und Norden (o.r.). Seit 1974 weltweite Vorreiter bei Airbag-Geweben.

Allein die modernisierte Krumbacher Fabrik an der Robert-Steiger-Str. 111, die 1994 durch Management-Buy-out an Wilfried Trumpp, einen Mitarbeiter der Technischen Abteilung von Walther Steiger jun. übergegangen war, existiert noch heute und produziert unter dem neuen Namen UTT (= Ulmia Technische Textilien) weiterhin die in Ulm entwickelten Airbag-Stoffe – mittlerweile auch in einem Zweigwerk in Puebla / Mexiko, das den nord- und südamerikanischen Markt beliefert.

## Epilog
Die Firma UTT in Krumbach hat 2019 den Besitzer gewechselt. Neuer Eigentümer wurde das Unternehmen PHP-Fibres, das zum thailändischen Chemie-Konzern Indorama Ventures (IVL) gehört.
Die Standorte Krumbach und Puebla wurden beibehalten und expandieren weiter.
Die Firma interglas wurde nach mehreren Joint Ventures – u. a. mit den US-Konkurrenten Clark-Schwebel Inc. (1993–1998) und HEXCEL Corp. (1998–2003) – von der deutschen Preiss-Daimler-Gruppe übernommen, die das Unternehmen von 2003 bis 2017 restrukturierte.
Nach einem neuerlichen Eigentümerwechsel gehört der Betrieb am Standort Erbach seit Oktober 2017 zum international tätigen französischen Textilkonzern PORCHER Industries.

## Exkurs

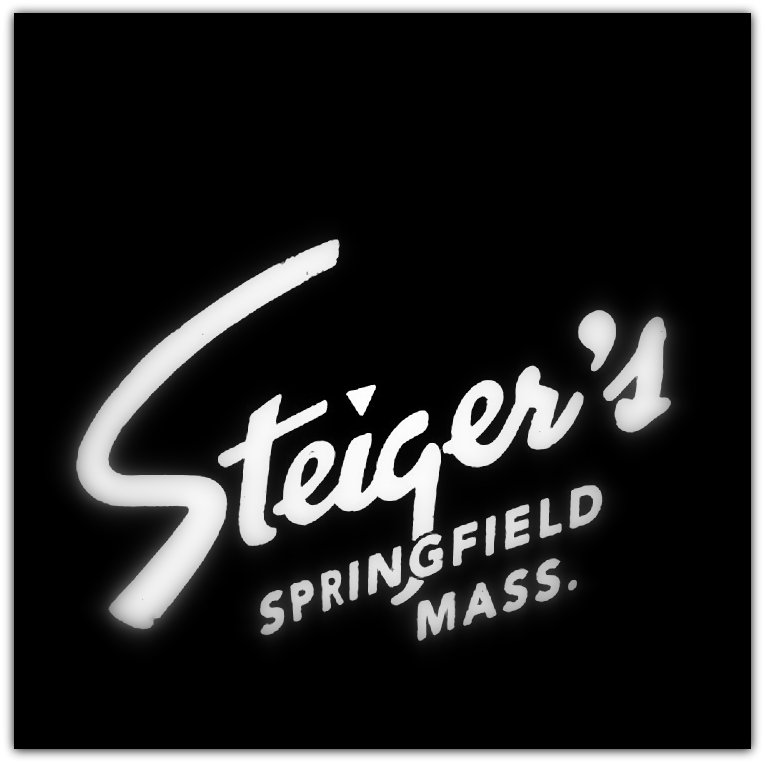
The Albert Steiger Company

Hans-Ulrich Steiger, der Vater von Ulrich Steiger sen., wanderte 1869 mit seinen Söhnen Johannes und Jakob von Weißenau in die USA aus und eröffnete in Huntington, Massachusetts, eine Musselinweberei.
Jakobs Sohn Albert Steiger, 1860 noch in Ravensburg geboren, legte 1894 in Port Chester, NY, den Grundstein zu einer modernen Kaufhauskette mit zehn Filialen an der amerikanischen Ostküste, mit Flagship-Stores in Hartford, Connecticut  und Springfield, Massachusetts. Drei Generationen der amerikanischen Familie Steiger betrieben diese Department Stores unter dem Label Steiger's über 100 Jahre, bis sie 1995 von den Konkurrenten May und Macy’s übernommen wurden.